# Страуб, Питер
Питер Фрэнсис Страуб (англ. Peter Francis Straub; 2 марта 1943[…], Милуоки, Висконсин — 4 сентября 2022, Нью-Йорк, Нью-Йорк) — американский писатель, работал в жанрах ужасы, триллер, мистика. Обладатель многочисленных наград в области литературы. Работал в соавторстве со Стивеном Кингом.

## Биография
Страуб родился 2 марта 1943 года в городе Милуоки, штат Висконсин, США. В раннем детстве попал под машину и некоторое время находился на грани жизни и смерти. Последствия: многочисленные сломанные кости, хирургические операции, год, выпавший из школы, длинный срок пребывания в инвалидном кресле. Ужас пережитого преследовал Страуба всю жизнь, являясь ему в ночных кошмарах. Это событие — одна из главных причин, побудившая Страуба-писателя обратиться именно к хоррору.
В 1965 году окончил Висконсинский университет в Мадисоне, в 1966 году — Колумбийский университет, получив в обоих учебных заведениях степень магистра английской словесности. Три года преподавал в школе.
В 1969 году вместе с женой уехал в Ирландию, чтобы подготовиться к защите докторской диссертации. В Ирландии был написан первый роман Страуба — Marriages (издан в 1973 году).
В 1972 году Страуб переехал в Лондон; семь лет спустя вернулся в США. Так и не окончив диссертацию, Страуб полностью посвятил себя писательской карьере.
Вышедший в 1973 году мейнстримовый Marriages не пользовался финансовым успехом, и Питер обратился за советом к своему литературному агенту, который и порекомендовал ему присмотреться к жанру готики. Последующие романы Julia (1975) и «Возвращение в Арден» (1977) были исполнены уже в строгих рамках викторианской готики и оказались более успешными. Знакомство со Стивеном Кингом привело к ощутимому изменению стилистики произведений Питера, что особенно заметно на примере книг «История с привидениями» (1979), «Обитель теней» (1980) и «Парящий дракон» (1983, получил премию August Derleth Award). Стивен Кинг даже назвал «Историю с привидениями» одним из лучших хоррор-романов XX века. Среди прочих работ Страуба критики выделяют трилогию «Голубая роза», состоящую из романов «Коко» (1988, обладатель Всемирной премии фэнтези), «Тайна» (1989) и «Глотка» (1993, обладатель Bram Stoker Award). В 1997 году Питер был удостоен звания World Horror Grandmaster, а в 2006 году — премии за заслуги перед жанром.

## Награды и премии
- «Всемирная премия фэнтези» 1989 Роман (Novel) Коко / Koko (1988)
- «Всемирная премия фэнтези» 1993 Повесть (Novella) Деревня привидений / The Ghost Village (1992)
- Bram Stoker Awards 1994 Роман (Novel) Глотка / The Throat (1993)
- Bram Stoker Awards 1999 Повесть/Короткая повесть (Long Fiction [Novella/Novelette]) Мистер Клабб и Мистер Кафф / Mr. Clubb and Mr. Cuff (1998)
- Bram Stoker Awards 2000 Роман (Novel) Мистер Икс / Mr. X (1999)
- Bram Stoker Awards 2001 Авторский сборник (Collection) Магия кошмара / Magic Terror: Seven Tales (2000)
- Deutscher Phantastik Preis 2003 Переводной роман Чёрный дом / Black house (2001)
- Bram Stoker Awards 2004 Роман (Novel) Пропавший мальчик, пропавшая девочка / Lost Boy, Lost Girl (2003)
- Bram Stoker Awards 2005 Роман (Novel) In the Night Room (2004)
- Bram Stoker Awards 2006 Заслуги перед жанром (Life Achievement)